# Harrisonburg (Louisiana)
Harrisonburg ist eine Gemeinde (mit dem Status „Village“) und Verwaltungssitz des Catahoula Parish im US-amerikanischen Bundesstaat Louisiana. Das U.S. Census Bureau hat bei der Volkszählung 2020 eine Einwohnerzahl von 277 ermittelt. Der Ort wurde nach der virginischen Harrison-Familie benannt, der mit William Henry Harrison und Benjamin Harrison der neunte beziehungsweise 23. Präsident der Vereinigten Staaten entstammen.

## Geografie
Harrisonburg liegt im mittleren Norden Louisianas am Westufer des Ouachita River, der über den Red River zum Stromgebiet des Mississippi gehört. Die von diesem gebildete Grenze Louisianas zum benachbarten Bundesstaat Mississippi verläuft rund 50 km östlich von Harrisonburg.
Die geografischen Koordinaten von Harrisonburg sind 31°46′20″ nördlicher Breite und 91°49′17″ westlicher Länge. Das Gemeindegebiet erstreckt sich über eine Fläche von 2,6 km².
Nachbarorte von Harrisonburg sind Enterprise (22 km nördlich), Sicily Island (19,6 km nordöstlich) und Jonesville (17,3 km südlich).
Die nächstgelegenen größeren Städte sind Shreveport (263 km westnordwestlich), Arkansas’ Hauptstadt Little Rock (378 km nördlich), Mississippis Hauptstadt Jackson (224 km ostnordöstlich), Louisianas Hauptstadt Baton Rouge (207 km südsüdwestlich), Lafayette (217 km südlich) und Texas’ größte Stadt Houston (476 km südwestlich).

## Verkehr
In Harrisonburg treffen die Louisiana Highways 8, 124 und 922 zusammen. Alle weiteren Straßen sind untergeordnete Landstraßen, teils unbefestigte Fahrwege sowie innerörtliche Verbindungsstraßen.
Der nächste Flughafen ist der 103 km südwestlich gelegene Alexandria International Airport in Alexandria.

## Bevölkerung
Nach der Volkszählung im Jahr 2010 lebten in Harrisonburg 348 Menschen in 146 Haushalten. Die Bevölkerungsdichte betrug 133,8 Einwohner pro Quadratkilometer. In den 146 Haushalten lebten statistisch je 2,28 Personen.
Ethnisch betrachtet setzte sich die Bevölkerung zusammen aus 71,8 Prozent Weißen, 25,0 Prozent Afroamerikanern, 0,6 Prozent amerikanischen Ureinwohnern sowie 0,3 Prozent (eine Person) aus anderen ethnischen Gruppen; 2,3 Prozent stammten von zwei oder mehr Ethnien ab. Unabhängig von der ethnischen Zugehörigkeit waren 2,6 Prozent der Bevölkerung spanischer oder lateinamerikanischer Abstammung.
23,0 Prozent der Bevölkerung waren unter 18 Jahre alt, 62,3 Prozent waren zwischen 18 und 64 und 14,7 Prozent waren 65 Jahre oder älter. 54,0 Prozent der Bevölkerung waren weiblich.
Das mittlere jährliche Einkommen eines Haushalts lag bei 20.000 USD. Das Pro-Kopf-Einkommen betrug 16.967 USD. 26,0 Prozent der Einwohner lebten unterhalb der Armutsgrenze.

## Bekannte Bewohner
- William B. Spencer (1835–1882) – demokratischer Abgeordneter des US-Repräsentantenhauses (1876–1877) – praktizierte bis zum Bürgerkrieg als Anwalt in Harrisonburg
- Riley J. Wilson (1871–1946) – demokratischer Abgeordneter des US-Repräsentantenhauses (1915–1937) – lebte lange in Harrisonburg